# Ma Hezhi
Pour les articles homonymes, voir Ma.
Dans ce nom, le nom de famille, Ma, précède le nom personnel.

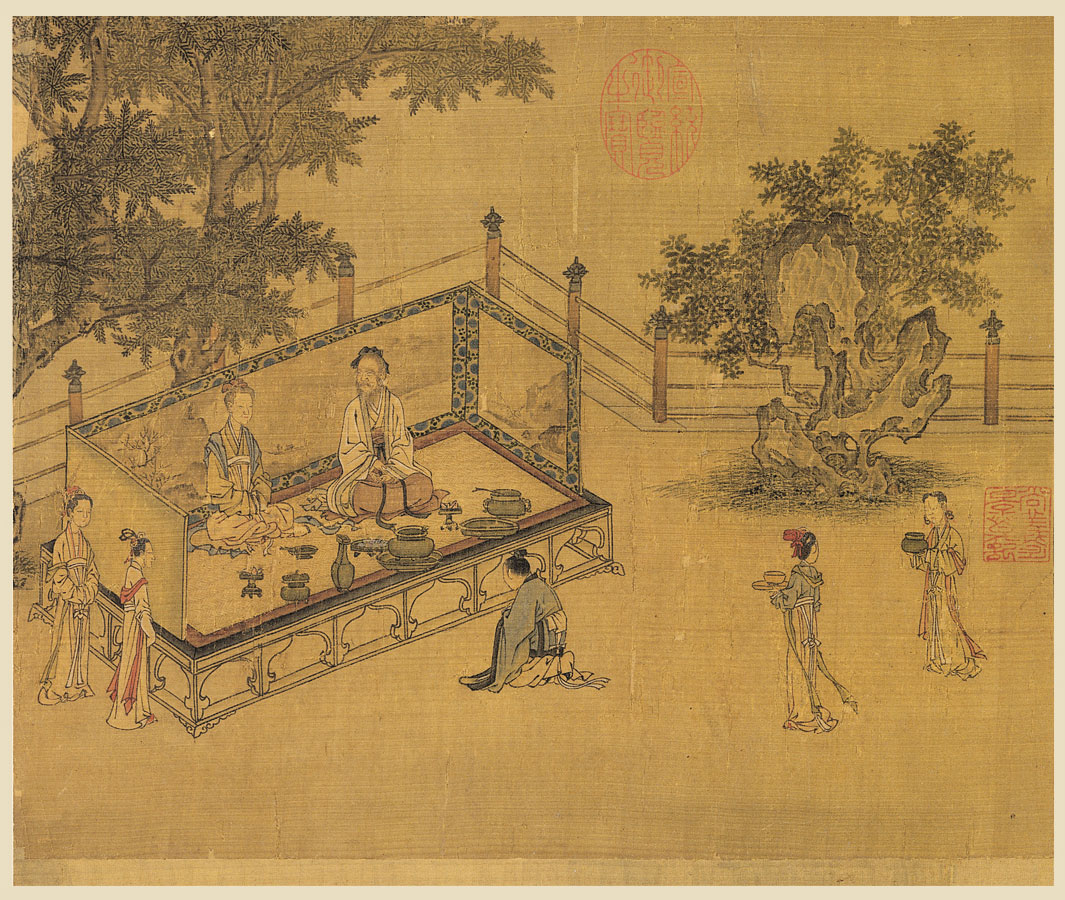
Illustrations de la piété filiale (détail), par Ma Hezhi.

Ma Hezhi  ou Ma Ho-chih ou Ma Ho-Tche est un peintre chinois du XIIe siècle, originaire de Hangzhou (capitale de la province chinoise du Zhejiang). Ses dates de naissance et de décès ne sont pas connues, mais on sait qu'il est actif dans le milieu de ce siècle.

## Biographie
Ma Hezhi est admis au grade de jinshi (lettré accompli) aux examens impériaux, pendant l'ère Shaoxing (1131-1162). Il occupe ensuite le poste de vice-président du Bureau des travaux publics. On ignore la date de sa mort mais il est toujours vivant sous le règne de l'empereur Xiaozong (1163-1165).

## Œuvre
Ma Hezhi est connu comme peintre de figures et de paysages. Son style, qui relève de la peinture lettré, lui est particulier :  sa liberté et sa fantaisie l'éloignent du goût académique.

## Musées
- Boston (Museum of Fine Arts) :

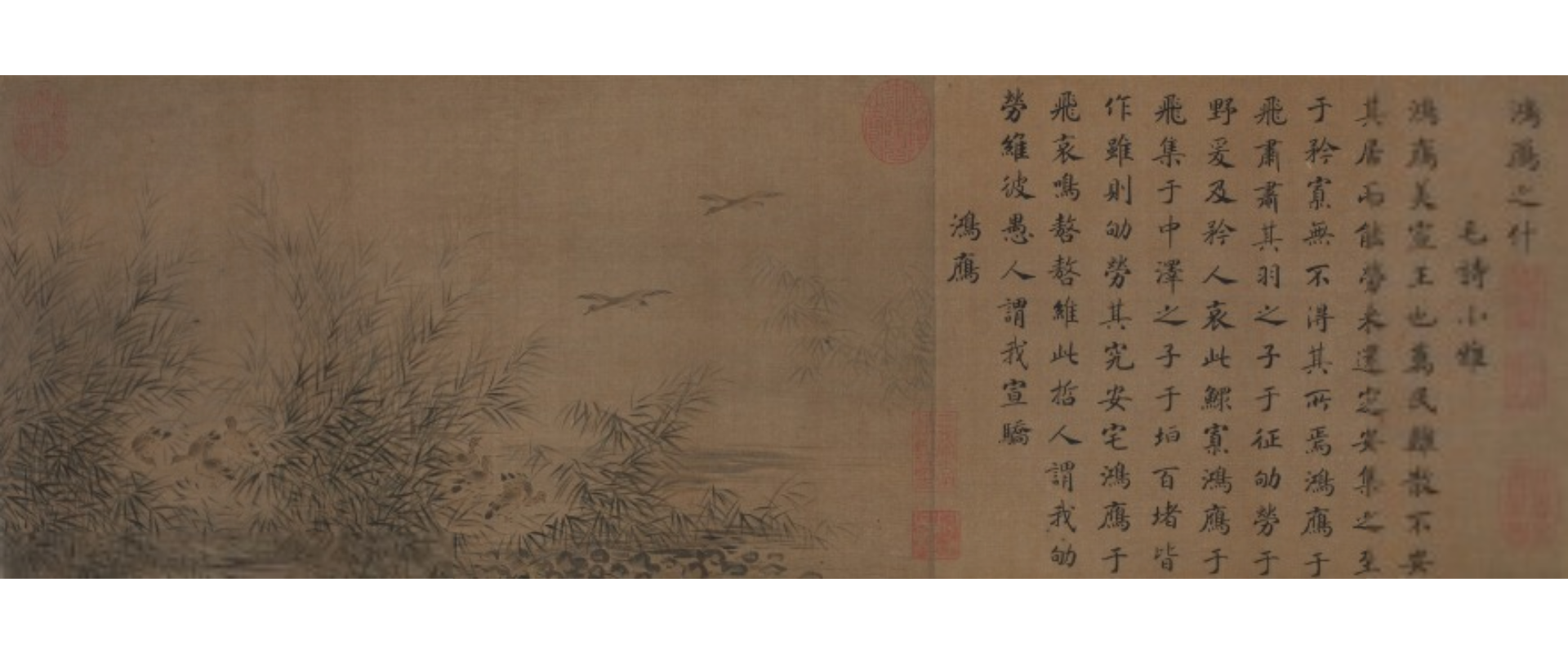
Courtly Odes, Beginning with « Wild Geese ».

  - Illustrations de six des dix Odes de Pei de la section Xiaoya du Classique des vers, encre et couleurs légères sur soie. Texte d'accompagnement vraisemblablement calligraphié par l'empereur Gaozong.
- Pékin (Musée du Palais):
  - La falaise rouge, petit rouleau en longueur, illustration et poème en prose de Su Dongpo.
  - Illustrations des sept Odes au Pin de la section Guofeng du Shijing, peint à l'encre légèrement colorée sur soie, montée en rouleau, texte d'accompagnement vraisemblablement calligraphié par l'empereur Gaozong.
  - Homme jouant du Jin (luth) pour ses amis, éventail.
  - Collectionneur d'herbes dans les bois, éventail signé.
- Taipei (Musée national du palais):
  - Partie de bateau au printemps sur la rivière au saule, rouleau en hauteur, encre et couleurs sur soie.
  - Baie au pied de montagnes dans la brume, feuille d'album signée.
  - Faucon sur un vieil arbre près d'un rocher, feuille d'album signé.
  - Le flâneur affairé.
- The Metropolitan Museum of Art, New york
  - Courtly Odes, Beginning with « Wild Geese »
  - Odes of the State of Bin